# Greg Garza
Greg Garza (Grapevine, 16 de agosto de 1991), é um ex-futebolista norte-americano que atuava como zagueiro.